# Kapurthala
Kapurthala (em panjabi: ਕਪੂਰਥਲਾ) é uma cidade do estado  indiano do Punjab. É a sede administrativa do Distrito de Kapurthala. É a antiga capital do estado principesco da Índia britânica com o mesmo nome. A mistura estética secular da cidade com os seus edifícios mais proeminentes baseados na arquitectura francesa, de que se destaca o Palácio Jagatjit, e arquitetura indo-sarracena narra o seu passado principesco e justifica o título de Paris do Punjab atribuído a esta pequena cidade.